# Jodan wapnia
Jodan wapnia, Ca(IO3)2 – nieorganiczny związek chemiczny, sól kwasu jodowego i wapnia. Występuje jako monohydrat Ca(IO3)2·H2O i heksahydrat Ca(IO3)2·6H2O.

## Właściwości
Jodan wapnia jest w temperaturze pokojowej białym ciałem stałym, słabo rozpuszczalnym w wodzie, zaś rozpuszczalnym w roztworach kwasu azotowego oraz w etanolu. pH jego pięcioprocentowych roztworów wynosi od 5 do 9. Ma właściwości utleniające. Podczas ogrzewania rozkłada się z wydzieleniem wody krystalizacyjnej.